# Svezia all'Eurovision Song Contest
La Svezia ha debuttato all'Eurovision Song Contest nel 1958, da allora ha conquistato 7 vittorie, tra cui quella del 1974 con una delle canzoni più famose di tutta la manifestazione, Waterloo degli ABBA.
La prima canzone portata alla manifestazione canora fu scelta internamente da Sveriges Radio, ma già dall'anno successivo si svolge la selezione nazionale, ora nota come Melodifestivalen, organizzato da SVT e SR, considerata una delle migliori in Europa.
Tranne in tre occasioni (1964, 1970 e 1976), la Svezia è sempre stata presente all’Eurovision, con appunto 7 vittorie e 24 top ten complessive. Nella sua storia, la Svezia non è riuscita a raggiungere la finale solo una volta: nel 2010 con Anna Bergendahl e il brano This Is My Life. Da allora, fatta eccezione per le edizioni 2013, 2021, il paese scandinavo non è più sceso dalla Top 10, con tre vittorie tra il 2012 e il 2023.
Il quadro è completato dal terzo posto di Sanna Nielsen nel 2014, i quarti posti di Cornelia Jakobs (2022) e dei KAJ (2025), i quinti di Frans (2016), Robin Bengtsson (2017) e John Lundvik (2019), il settimo posto di Benjamin Ingrosso (2018), e il nono posto di Marcus & Martinus (2024).

## Partecipazioni
- Primo posto
- Secondo posto
- Terzo posto
- Ultimo posto

| Anno                            | Artista                          | Canzone                             | Lingua            | Posizione           | Posizione           | Posizione                | Posizione                |
| Anno                            | Artista                          | Canzone                             | Lingua            | Finale              | Punti               | Semi                     | Punti                    |
| ------------------------------- | -------------------------------- | ----------------------------------- | ----------------- | ------------------- | ------------------- | ------------------------ | ------------------------ |
| 1958                            | Alice Babs                       | Lilla stjärna                       | Svedese           | 4º                  | 10                  | Niente semifinali        | Niente semifinali        |
| 1959                            | Brita Borg                       | Augustin                            | Svedese           | 9º                  | 4                   | Niente semifinali        | Niente semifinali        |
| 1960                            | Siw Malmkvist                    | Alla andra får varann               | Svedese           | 10º                 | 4                   | Niente semifinali        | Niente semifinali        |
| 1961                            | Lill-Babs                        | April, april                        | Svedese           | 14º                 | 2                   | Niente semifinali        | Niente semifinali        |
| 1962                            | Inger Berggren                   | Sol och vår                         | Svedese           | 7º                  | 4                   | Niente semifinali        | Niente semifinali        |
| 1963                            | Monica Zetterlund                | En gång i Stockholm                 | Svedese           | 13º                 | 0                   | Niente semifinali        | Niente semifinali        |
| Nessuna partecipazione nel 1964 |                                  |                                     |                   |                     |                     | Niente semifinali        | Niente semifinali        |
| 1965                            | Ingvar Wixell                    | Absent Friend                       | Inglese           | 10º                 | 6                   | Niente semifinali        | Niente semifinali        |
| 1966                            | Lill Lindfors & Svante Thuresson | Nygammal vals (Hip man svinaherde)  | Svedese           | 2º                  | 16                  | Niente semifinali        | Niente semifinali        |
| 1967                            | Östen Warnerbring                | Som en dröm                         | Svedese           | 8º                  | 7                   | Niente semifinali        | Niente semifinali        |
| 1968                            | Claes-Göran Hederström           | Det börjar verka kärlek, banne mej  | Svedese           | 5º                  | 15                  | Niente semifinali        | Niente semifinali        |
| 1969                            | Tommy Körberg                    | Judy, min vän                       | Svedese           | 9º                  | 8                   | Niente semifinali        | Niente semifinali        |
| Nessuna partecipazione nel 1970 |                                  |                                     |                   |                     |                     | Niente semifinali        | Niente semifinali        |
| 1971                            | Family Four                      | Vita vidder                         | Svedese           | 6º                  | 85                  | Niente semifinali        | Niente semifinali        |
| 1972                            | Family Four                      | Härliga sommardag                   | Svedese           | 13º                 | 75                  | Niente semifinali        | Niente semifinali        |
| 1973                            | The Nova                         | You're Summer                       | Inglese           | 5º                  | 94                  | Niente semifinali        | Niente semifinali        |
| 1974                            | ABBA                             | Waterloo                            | Inglese           | 1º                  | 24                  | Niente semifinali        | Niente semifinali        |
| 1975                            | Lars Berghagen                   | Jennie, Jennie                      | Inglese           | 8º                  | 72                  | Niente semifinali        | Niente semifinali        |
| Nessuna partecipazione nel 1976 |                                  |                                     |                   |                     |                     | Niente semifinali        | Niente semifinali        |
| 1977                            | Forbes                           | Beatles                             | Svedese           | 18º                 | 2                   | Niente semifinali        | Niente semifinali        |
| 1978                            | Björn Skifs                      | Det blir alltid värre framåt natten | Svedese           | 14º                 | 26                  | Niente semifinali        | Niente semifinali        |
| 1979                            | Ted Gärdestad                    | Satellit                            | Svedese           | 17º                 | 8                   | Niente semifinali        | Niente semifinali        |
| 1980                            | Tomas Ledin                      | Just nu!                            | Svedese           | 10º                 | 47                  | Niente semifinali        | Niente semifinali        |
| 1981                            | Björn Skifs                      | Fångad i en dröm                    | Svedese           | 10º                 | 50                  | Niente semifinali        | Niente semifinali        |
| 1982                            | Chips                            | Dag efter dag                       | Svedese           | 8º                  | 67                  | Niente semifinali        | Niente semifinali        |
| 1983                            | Carola Häggkvist                 | Främling                            | Svedese           | 3º                  | 126                 | Niente semifinali        | Niente semifinali        |
| 1984                            | Herreys                          | Diggi-loo diggi-ley                 | Svedese           | 1º                  | 145                 | Niente semifinali        | Niente semifinali        |
| 1985                            | Kikki Danielsson                 | Bra vibrationer                     | Svedese           | 3º                  | 103                 | Niente semifinali        | Niente semifinali        |
| 1986                            | Monica Törnell & Lasse Holm      | E' de' det här du kaller kärlek?    | Svedese           | 5º                  | 78                  | Niente semifinali        | Niente semifinali        |
| 1987                            | Lotta Engberg                    | Boogaloo                            | Svedese           | 12º                 | 50                  | Niente semifinali        | Niente semifinali        |
| 1988                            | Tommy Körberg                    | Stad i ljus                         | Svedese           | 12º                 | 52                  | Niente semifinali        | Niente semifinali        |
| 1989                            | Tommy Nilsson                    | En dag                              | Svedese           | 4º                  | 110                 | Niente semifinali        | Niente semifinali        |
| 1990                            | Edin-Ådahl                       | Som en vind                         | Svedese           | 16º                 | 24                  | Niente semifinali        | Niente semifinali        |
| 1991                            | Carola                           | Fångad av en stormvind              | Svedese           | 1º                  | 146                 | Niente semifinali        | Niente semifinali        |
| 1992                            | Christer Björkman                | I morgon är en annan dag            | Svedese           | 22º                 | 9                   | Niente semifinali        | Niente semifinali        |
| 1993                            | Arvingarna                       | Eloise                              | Svedese           | 7º                  | 89                  | Niente semifinali        | Niente semifinali        |
| 1994                            | Marie Bergman & Roger Pontare    | Stjärnorna                          | Svedese           | 13º                 | 48                  | Niente semifinali        | Niente semifinali        |
| 1995                            | Jan Johansen                     | Se på mej                           | Svedese           | 3º                  | 100                 | Niente semifinali        | Niente semifinali        |
| 1996                            | One More Time                    | Den vilda                           | Svedese           | 3º                  | 100                 | 1º                       | 227                      |
| 1997                            | Blond                            | Bara hon älskar mig                 | Svedese           | 14º                 | 36                  | Niente semifinali        | Niente semifinali        |
| 1998                            | Jill Johnson                     | Kärleken är                         | Svedese           | 10º                 | 53                  | Niente semifinali        | Niente semifinali        |
| 1999                            | Charlotte Nilsson                | Take Me to Your Heaven              | Inglese           | 1º                  | 163                 | Niente semifinali        | Niente semifinali        |
| 2000                            | Roger Pontare                    | When Spirits Are Calling My Name    | Inglese           | 7º                  | 88                  | Niente semifinali        | Niente semifinali        |
| 2001                            | Friends                          | Listen to Your Heartbeat            | Inglese           | 5º                  | 100                 | Niente semifinali        | Niente semifinali        |
| 2002                            | Afro-dite                        | Never Let It Go                     | Inglese           | 8º                  | 72                  | Niente semifinali        | Niente semifinali        |
| 2003                            | Fame                             | Give Me Your Love                   | Inglese           | 5º                  | 107                 | Niente semifinali        | Niente semifinali        |
| 2004                            | Lena Philipsson                  | It Hurts                            | Inglese           | 5º                  | 170                 | Top 11 l'anno precedente | Top 11 l'anno precedente |
| 2005                            | Martin Stenmarck                 | Las Vegas                           | Inglese           | 19º                 | 30                  | Top 12 l'anno precedente | Top 12 l'anno precedente |
| 2006                            | Carola                           | Invicible                           | Inglese           | 5º                  | 170                 | 4º                       | 214                      |
| 2007                            | The Ark                          | The Worrying Kind                   | Inglese           | 18º                 | 51                  | Top 10 l'anno precedente | Top 10 l'anno precedente |
| 2008                            | Charlotte Perrelli               | Hero                                | Inglese           | 18º                 | 47                  | 12º                      | 54                       |
| 2009                            | Malena Ernman                    | La voix                             | Francese, inglese | 21º                 | 33                  | 4º                       | 105                      |
| 2010                            | Anna Bergendahl                  | This Is My Life                     | Inglese           | Non qualificata     | Non qualificata     | 11º                      | 62                       |
| 2011                            | Eric Saade                       | Popular                             | Inglese           | 3º                  | 185                 | 1º                       | 155                      |
| 2012                            | Loreen                           | Euphoria                            | Inglese           | 1º                  | 372                 | 1º                       | 181                      |
| 2013                            | Robin Stjernberg                 | You                                 | Inglese           | 14º                 | 62                  | Paese ospitante          | Paese ospitante          |
| 2014                            | Sanna Nielsen                    | Undo                                | Inglese           | 3º                  | 218                 | 2º                       | 131                      |
| 2015                            | Måns Zelmerlöw                   | Heroes                              | Inglese           | 1º                  | 365                 | 1º                       | 217                      |
| 2016                            | Frans                            | If I Were Sorry                     | Inglese           | 5º                  | 261                 | Paese ospitante          | Paese ospitante          |
| 2017                            | Robin Bengtsson                  | I Can't Go On                       | Inglese           | 5º                  | 344                 | 3º                       | 227                      |
| 2018                            | Benjamin Ingrosso                | Dance You Off                       | Inglese           | 7º                  | 274                 | 2º                       | 254                      |
| 2019                            | John Lundvik                     | Too Late for Love                   | Inglese           | 5º                  | 334                 | 3º                       | 238                      |
| 2020                            | The Mamas                        | Move                                | Inglese           | Edizione cancellata | Edizione cancellata | Edizione cancellata      | Edizione cancellata      |
| 2021                            | Tusse                            | Voices                              | Inglese           | 14º                 | 109                 | 7º                       | 142                      |
| 2022                            | Cornelia Jakobs                  | Hold Me Closer                      | Inglese           | 4º                  | 438                 | 1º                       | 396                      |
| 2023                            | Loreen                           | Tattoo                              | Inglese           | 1º                  | 583                 | 2º                       | 135                      |
| 2024                            | Marcus & Martinus                | Unforgettable                       | Inglese           | 9º                  | 174                 | Paese ospitante          | Paese ospitante          |
| 2025                            | KAJ                              | Bara bada bastu                     | Svedese           | 4º                  | 321                 | 4º                       | 118                      |

Note:
- Nel 2008 una giuria aveva il compito di ripescare un paese tra quelli classificatisi al di sotto del nono posto.
- Se un paese vince l'edizione precedente, non deve competere nelle semifinali nell'edizione successiva. Inoltre, dal 2004 al 2007, i primi dieci paesi che non erano membri dei Big 4 non dovevano competere nelle semifinali nell'edizione successiva. Se, ad esempio, Germania e Francia si collocavano tra i primi dieci, i paesi che si erano piazzati all'11º e al 12º posto avanzavano alla serata finale dell'edizione successiva insieme al resto della top 10.

## Statistiche di voto
Fino al 2025, le statistiche di voto della Svezia sono:
| # | Stato       | Punti |
| - | ----------- | ----- |
| 1 | Norvegia    | 271   |
| 2 | Irlanda     | 231   |
| 3 | Danimarca   | 214   |
| 4 | Regno Unito | 194   |
| 5 | Finlandia   | 193   |

| # | Stato       | Punti |
| - | ----------- | ----- |
| 1 | Norvegia    | 452   |
| 2 | Danimarca   | 428   |
| 3 | Finlandia   | 352   |
| 4 | Islanda     | 297   |
| 5 | Regno Unito | 270   |

| # | Stato     | Punti |
| - | --------- | ----- |
| 1 | Norvegia  | 381   |
| 2 | Danimarca | 307   |
| 3 | Finlandia | 294   |
| 4 | Irlanda   | 255   |
| 5 | Islanda   | 226   |

| # | Stato       | Punti |
| - | ----------- | ----- |
| 1 | Norvegia    | 584   |
| 2 | Danimarca   | 528   |
| 3 | Finlandia   | 418   |
| 4 | Islanda     | 377   |
| 5 | Regno Unito | 341   |

## Altri premi ricevuti

### Marcel Bezençon Award
I Marcel Bezençon Awards sono stati assegnati per la prima volta durante l'Eurovision Song Contest 2002 a Tallinn, in Estonia, in onore delle migliori canzoni in competizione nella finale. Fondato da Christer Björkman (rappresentante della Svezia nell'Eurovision Song Contest del 1992 e capo della delegazione per la Svezia fino al 2021) e Richard Herrey (membro del gruppo Herreys e vincitore dalla Svezia nell'Eurovision Song Contest 1984), i premi prendono il nome del creatore del concorso, Marcel Bezençon.
I premi sono suddivisi in 3 categorie:
- Press Award: Per la miglior voce che viene votata dalla stampa durante l'evento.
- Artistic Award: Per il miglior artista, votato fino al 2009 dai vincitori delle scorse edizioni. A partire dal 2010 viene votato dai commentatori.
- Composer Award: Per la miglior composizione musicale che viene votata da una giuria di compositori.

| Anno | Categoria      | Artista          | Canzone         | Compositore                                                                                        |
| ---- | -------------- | ---------------- | --------------- | -------------------------------------------------------------------------------------------------- |
| 2002 | Artistic Award | Afro-dite        | Never Let It Go | Marcos Ubeda                                                                                       |
| 2006 | Artistic Award | Carola           | Invicible       | Thomas G:son, Carola Häggkvist, Bobby Ljunggren, Henrik Wikström                                   |
| 2012 | Artistic Award | Loreen           | Euphoria        | Thomas G:son, Peter Boström                                                                        |
| 2012 | Composer Award | Loreen           | Euphoria        | Thomas G:son, Peter Boström                                                                        |
| 2013 | Composer Award | Robin Stjernberg | You             | Robin Stjernberg, Linnea Deb, Joy Deb, Joakim Harestad Haukaas                                     |
| 2015 | Artistic Award | Måns Zelmerlöw   | Heroes          | Anton Malmberg Hård af Segerstad, Joy Deb, Linnea Deb                                              |
| 2022 | Composer Award | Cornelia Jakobs  | Hold Me Closer  | Isa Molin, David Zandén, Cornelia Jakobsdotter                                                     |
| 2023 | Artistic Award | Loreen           | Tattoo          | Jimmy "Joker" Thörnfeldt, Jimmy Jansson, Loreen Talhaoui, Cazzi Opeia, Peter Boström, Thomas G:son |
| 2023 | Press Award    | Loreen           | Tattoo          | Jimmy "Joker" Thörnfeldt, Jimmy Jansson, Loreen Talhaoui, Cazzi Opeia, Peter Boström, Thomas G:son |

### OGAE Eurovision Song Contest Poll
L'OGAE Eurovision Song Contest Poll è la classifica fatta dai gruppi dell'OGAE, organizzazione internazionale che consiste in un network di oltre 40 fan club del Contest di vari Paesi europei e non. Come ogni anno, i membri dell'OGAE hanno l'opportunità di votare per la loro canzone preferita prima della gara e i risultati sono stati pubblicati sul sito web dell'organizzazione.
| Anno | Categoria | Artista            | Canzone         | Compositore                                                                                           |
| ---- | --------- | ------------------ | --------------- | --- |
| 2008 | OGAE 2008 | Charlotte Perrelli | Hero            | Bobby Ljunggren, Fredrik Kempe                                                                        |
| 2012 | OGAE 2012 | Loreen             | Euphoria        | Thomas G:son, Peter Boström                                                                           |
| 2014 | OGAE 2014 | Sanna Nielsen      | Undo            | Fredrik Kempe, David Kreuger, Hamed "K-One" Pirouzpanah                                               |
| 2022 | OGAE 2022 | Cornelia Jakobs    | Hold Me Closer  | Isa Molin, David Zandén, Cornelia Jakobsdotter                                                        |
| 2023 | OGAE 2023 | Loreen             | Tattoo          | Jimmy "Joker" Thörnfeldt, Jimmy Jansson, Loreen Talhaoui, Cazzi Opeia, Peter Boström, Thomas G:son    |
| 2025 | OGAE 2025 | KAJ                | Bara bada bastu | Anderz Wrethov, Axel Åhman, Jakob Norrgård, Kevin Holmström, Kristoffer Strandberg, Robert Skowronski |

## Commentatori
| Anni | Commentatori                                                                                |
| ---- | ------------------------------------------------------------------------------------------- |
| 1956 | Nessuna trasmissione                                                                        |
| 1957 | Nils Linnman (TV)                                                                           |
| 1958 | Jan Gabrielsson (TV e radio)                                                                |
| 1959 | Jan Gabrielsson (TV e radio)                                                                |
| 1960 | Jan Gabrielsson (TV e radio)                                                                |
| 1961 | Jan Gabrielsson (TV e radio)                                                                |
| 1962 | Jan Gabrielsson (TV e radio)                                                                |
| 1963 | Jörgen Cederberg (TV e radio)                                                               |
| 1964 | Sven Lindahl (TV e radio)                                                                   |
| 1965 | Berndt Friberg (TV e radio)                                                                 |
| 1966 | Sven Lindahl (TV e radio)                                                                   |
| 1967 | Christina Hansegård (TV e radio)                                                            |
| 1968 | Christina Hansegård (TV e radio)                                                            |
| 1969 | Christina Hansegård (TV e radio)                                                            |
| 1970 | Nessuna trasmissione                                                                        |
| 1971 | Åke Strömmer (TV) Ursula Richter (radio)                                                    |
| 1972 | Bo Billtén (TV) Björn Bjelfvenstam (radio)                                                  |
| 1973 | Alicia Lundberg (TV) Ursula Richter (radio)                                                 |
| 1974 | Johan Sandström (TV) Ursula Richter (radio)                                                 |
| 1975 | Åke Strömmer (TV) Ursula Richter (radio)                                                    |
| 1976 | Åke Strömmer e Ursula Richter (solo radio)                                                  |
| 1977 | Ulf Elfving (TV) Kent Finell (radio)                                                        |
| 1978 | Ulf Elfving (TV) Kent Finell (radio)                                                        |
| 1979 | Ulf Elfving (TV) Kent Finell (radio)                                                        |
| 1980 | Ulf Elfving (TV) Kent Finell (radio)                                                        |
| 1981 | Ulf Elfving (solo TV)                                                                       |
| 1982 | Ulf Elfving (TV) Kent Finell (radio)                                                        |
| 1983 | Ulf Elfving (TV) Kent Finell (radio)                                                        |
| 1984 | Fredrik Belfrage (solo TV)                                                                  |
| 1985 | Fredrik Belfrage (TV) Jan Ellerås e Rune Hallberg (radio)                                   |
| 1986 | Ulf Elfving (TV) Jacob Dahlin (radio)                                                       |
| 1987 | Fredrik Belfrage (TV) Jacob Dahlin (radio)                                                  |
| 1988 | Bengt Grafström (TV) Kalle Oldby (radio)                                                    |
| 1989 | Jacob Dahlin (TV) Kent Finell e Janeric Sundquist (radio)                                   |
| 1990 | Jan Jingryd (TV) Kalle Oldby (radio)                                                        |
| 1991 | Harald Treutiger (TV) Kalle Oldby (radio)                                                   |
| 1992 | Björn Kjellman e Jesper Aspegren (TV) Kalle Oldby (radio)                                   |
| 1993 | Jan Jingryd e Kåge Gimtell (TV) Kalle Oldby e Hélène Benno (radio)                          |
| 1994 | Pekka Heino (TV) Kalle Oldby e Hélène Benno (radio)                                         |
| 1995 | Pernilla Månsson e Kåge Gimtell (TV) Kalle Oldby e Hélène Benno (radio)                     |
| 1996 | Björn Kjellman (TV) Kalle Oldby e Hélène Benno (radio)                                      |
| 1997 | Jan Jingryd (TV) Kalle Oldby e Hélène Benno (radio)                                         |
| 1998 | Pernilla Månsson e Christer Björkman (TV) Kalle Oldby e Hélène Benno (radio)                |
| 1999 | Pernilla Månsson e Christer Björkman (TV) Carolina Norén (radio)                            |
| 2000 | Pernilla Månsson e Christer Björkman (TV) Carolina Norén e Björn Kjellman (radio)           |
| 2001 | Henrik Olsson (TV) Carolina Norén e Björn Kjellman (radio)                                  |
| 2002 | Claes Åkesson e Christer Björkman (TV) Carolina Norén e Björn Kjellman (radio)              |
| 2003 | Pekka Heino (TV) Carolina Norén e Björn Kjellman (radio)                                    |
| 2004 | Pekka Heino (TV) Carolina Norén e Björn Kjellman (radio)                                    |
| 2005 | Pekka Heino (TV) Carolina Norén e Björn Kjellman (radio)                                    |
| 2006 | Pekka Heino (TV) Carolina Norén e Björn Kjellman (radio)                                    |
| 2007 | Kristian Luuk e Josef Sterzenbach (TV) Carolina Norén e Björn Kjellman (radio)              |
| 2008 | Kristian Luuk e Josef Sterzenbach (TV) Carolina Norén e Björn Kjellman (radio)              |
| 2009 | Edward af Sillén e Shirley Clamp (TV) Carolina Norén e Björn Kjellman (radio)               |
| 2010 | Edward af Sillén e Christine Meltzer Lind (TV) Carolina Norén e Björn Kjellman (radio)      |
| 2011 | Edward af Sillén e Hélène Benno (TV) Carolina Norén e Björn Kjellman (radio)                |
| 2012 | Edward af Sillén e Gina Dirawi (TV) Carolina Norén e Björn Kjellman (radio)                 |
| 2013 | Josefine Sundström (TV) Carolina Norén e Björn Kjellman (radio)                             |
| 2014 | Edward af Sillén e Malin Olsson (TV) Carolina Norén e Ronnie Ritterland (radio)             |
| 2015 | Edward af Sillén e Sanna Nielsen (TV) Carolina Norén e Ronnie Ritterland (radio)            |
| 2016 | Lotta Bromé (TV) Carolina Norén e Björn Kjellman (radio)                                    |
| 2017 | Måns Zelmerlöw e Edward af Sillén (TV) Carolina Norén, Björn Kjellman e Ola Gäverth (radio) |
| 2018 | Sanna Nielsen e Edward af Sillén (TV) Carolina Norén (radio)                                |
| 2019 | Charlotte Perrelli e Edward af Sillén (TV) Carolina Norén (radio)                           |
| 2020 | Nessuna trasmissione                                                                        |
| 2021 | Christer Björkman e Edward af Sillén (TV) Carolina Norén (radio)                            |
| 2022 | Edward af Sillén e Linnea Henriksson (TV) Carolina Norén (radio)                            |
| 2023 | Edward af Sillén e Måns Zelmerlöw (TV) Carolina Norén (radio)                               |
| 2024 | Edward af Sillén e Tina Mehrafzoon (TV) Carolina Norén (radio)                              |

## Portavoce
Qui sotto è presente una lista degli Spokesperson ovvero i portavoce della nazione, cioè le persone che hanno annunciato i risultati delle votazioni della giuria svedese al concorso:
- 1956 e 1957 – la Svezia non ha partecipato e quindi non ha nemmeno votato
- 1958 – Roland Eiworth
- 1960 – Tage Danielsson
- 1961 – Roland Eiworth
- 1962 – Tage Danielsson
- 1963 – Edvard Matz
- 1964 – la Svezia non ha partecipato e quindi non ha nemmeno votato
- 1965, 1966, 1967, 1968, e 1969 – Edvard Matz
- 1970 – la Svezia non ha partecipato e quindi non ha nemmeno votato
- 1971, 1972, e 1973 – Nessun portavoce
- 1974 e 1975 – Sven Lindahl
- 1976 – la Svezia non ha partecipato e quindi non ha nemmeno votato
- 1977, 1978, e 1979 – Sven Lindahl
- 1980 – Arne Weise
- 1981 – Bengteric Nordell
- 1982 – Arne Weise
- 1983, 1984, 1985, e 1986 – Agneta Bolme-Börjefors
- 1987 – Jan Ellerås
- 1988 – Maud Uppling
- 1989 – Agneta Bolme-Börjefors
- 1990 – Jan Ellerås
- 1991 – Bo Hagström
- 1992 – Jan Jingryd
- 1993 – Gösta Hanson
- 1994 – Marianne Anderberg
- 1995 – Björn Hedman
- 1996 – Ulla Rundquist
- 1997 – Gösta Hanson
- 1998 – Björn Hedman
- 1999 – Pontus Gårdinger
- 2000 – Malin Ekander
- 2001 – Josefine Sundström
- 2002 – Kristin Kaspersen
- 2003 – Kattis Ahlström
- 2004 – Jovan Radomir
- 2005 – Annika Jankell
- 2006 – Jovan Radomir
- 2007 – André Pops
- 2008 – Björn Gustafsson
- 2009 – Sarah Dawn Finer
- 2010 – Eric Saade
- 2011 – Danny Saucedo
- 2012 – Sarah Dawn Finer (nei panni di Lynda Woodruff)
- 2013 – Yohio
- 2014 – Alcazar
- 2015 – Mariette Hansson
- 2016 – Gina Dirawi
- 2017 – Wiktoria
- 2018 – Felix Sandman
- 2019 – Eric Saade
- 2021 – Carola
- 2022 – Dotter
- 2023 – Farah Abadi
- 2024 – Frans Jeppsson Wall

## Città ospitanti
| Anno | Città     | Luogo                  | Presentatori                          |
| ---- | --------- | ---------------------- | ------------------------------------- |
| 1975 | Stoccolma | St Eriks Mässan Älvsjö | Karin Falck                           |
| 1985 | Göteborg  | Scandinavium           | Lill Lindfors                         |
| 1992 | Malmö     | Malmö Isstadion        | Harald Treutiger e Lydia Cappolicchio |
| 2000 | Stoccolma | Globe Arena            | Kattis Ahlström e Anders Lundin       |
| 2013 | Malmö     | Malmö Arena            | Petra Mede                            |
| 2016 | Stoccolma | Ericcson Globe Arena   | Petra Mede e Måns Zelmerlöw           |
| 2024 | Malmö     | Malmö Arena            | Petra Mede e Malin Åkerman            |

## Trasmissione in Svezia
In Svezia l'Eurovision viene trasmesso da SVT e SR, membri dell'UER (Unione europea di radiodiffusione) che hanno l'esclusiva di trasmissione sia televisiva e radiofonica.
Di seguito l'elenco anno per anno di tutti i canali televisivi e radiofonici che hanno trasmesso l'evento:
- Gli anni evidenziati in celeste sono le edizioni ospitate e svoltosi in Svezia, e quindi prodotte e co-organizzate dalla SVT

| Anno | Rete televisiva      | Rete radiofonica     |
| ---- | -------------------- | -------------------- |
| 1956 | Nessuna trasmissione | Nessuna trasmissione |
| 1957 | SR TV1               | Nessuna trasmissione |
| 1958 | SR TV1               | SR P2                |
| 1959 | SR TV1               | SR P2                |
| 1960 | SR TV1               | SR P2                |
| 1961 | SR TV1               | SR P1                |
| 1962 | SR TV1               | SR P1                |
| 1963 | SR TV1               | SR P1                |
| 1964 | SR TV1               | SR P2                |
| 1965 | SR TV1               | SR P1                |
| 1966 | SR TV1               | SR P1                |
| 1967 | SR TV1               | SR P3                |
| 1968 | SR TV1               | SR P3                |
| 1969 | SR TV1               | SR P3                |
| 1970 | Nessuna trasmissione | Nessuna trasmissione |
| 1971 | TV1                  | SR P3                |
| 1972 | TV1                  | SR P3                |
| 1973 | TV1                  | SR P3                |
| 1974 | TV1                  | SR P3                |
| 1975 | TV1                  | SR P3                |
| 1976 | Nessuna trasmissione | SR P3                |
| 1977 | TV1                  | SR P3                |
| 1978 | TV1                  | SR P3                |
| 1979 | TV1                  | SR P3                |
| 1980 | TV1                  | SR P3                |
| 1981 | TV1                  | Nessuna trasmissione |
| 1982 | TV1                  | SR P3                |
| 1983 | TV1                  | SR P3                |
| 1984 | TV1                  | Nessuna trasmissione |
| 1985 | TV1                  | SR P3                |
| 1986 | TV1                  | SR P3                |
| 1987 | TV1                  | SR P3                |
| 1988 | TV2                  | SR P3                |
| 1989 | SVT Kanal 1          | SR P3                |
| 1990 | TV2                  | SR P3                |
| 1991 | TV2                  | SR P3                |
| 1992 | TV2                  | SR P3                |
| 1993 | TV2                  | SR P3                |
| 1994 | SVT Kanal 1          | SR P3                |
| 1995 | TV2                  | SR P3                |
| 1996 | SVT Kanal 1          | SR P3                |
| 1997 | SVT2                 | SR P3                |
| 1998 | SVT2                 | SR P4                |
| 1999 | SVT1                 | SR P3                |
| 2000 | SVT2                 | SR P3                |
| 2001 | SVT1                 | SR P3                |
| 2002 | SVT1                 | SR P3                |
| 2003 | SVT1                 | SR P3                |
| 2004 | SVT1                 | SR P3                |
| 2005 | SVT1                 | SR P3                |
| 2006 | SVT1                 | SR P3                |
| 2007 | SVT1                 | SR P3                |
| 2008 | SVT1                 | SR P3                |
| 2009 | SVT1                 | SR P4                |
| 2010 | SVT1                 | SR P4                |
| 2011 | SVT1                 | SR P3                |
| 2012 | SVT1                 | SR P3                |
| 2013 | SVT1                 | SR P4                |
| 2014 | SVT1                 | SR P4                |
| 2015 | SVT1                 | SR P4                |
| 2016 | SVT1                 | SR P4                |
| 2017 | SVT1                 | SR P4                |
| 2018 | SVT1                 | SR P4                |
| 2019 | SVT1                 | SR P4                |
| 2020 | Nessuna trasmissione | Nessuna trasmissione |
| 2021 | SVT1                 | SR P4                |
| 2022 | SVT1                 | SR P4                |
| 2023 | SVT1                 | SR P4                |
| 2024 | SVT1                 | SR P4                |